# Ветошкин, Сергей Иванович
Сергей Иванович Ветошкин (25 сентября 1905 года — 19 июля 1991 года) — советский государственный деятель, заместитель Министра оборонной промышленности СССР.

## Биография
Родился в городе Луганске в семье рабочего. В 1928 году окончил Луганский машиностроительный институт. В 1933-1934 был его директором.
В 1928-1931 годах работал инженером на Луганском паровозостроительном заводе. 
В 1931-1937 годах  главный инженер завода № 60 (Луганский патронный завод), в 1934 замдиректора. 
В 1937-1939 годах работал главным инженером Главного управления (патронной промышленности) Наркомата оборонной промышленности (НКОП) СССР.
После разделения в январе 1939 года НКОП СССР на четыре Народных комиссариата: авиационной промышленности (НКАП), судостроительной промышленности (НКСП), вооружения (НКВ) и боеприпасов (НКБ) назначен начальником 3-го Главного управления (патронной промышленности) НКВ СССР. 
В годы Великой Отечественной войны занимал должности заместителя начальника 3-го Главного управления НКВ СССР и главного инженера Главного управления НКБ СССР.
В послевоенные годы вновь являлся начальником 7-го Главного (ракетного) управления Наркомата (с марта 1946 года – Министерства) вооружения СССР. 
В 1949 - 1951 годах – заместитель Министра вооружения СССР.
В 1951 - 1953 годах – первый заместитель начальника Третьего главного управления (ТГУ) при Совете Министров СССР – органа власти, решавшего проблемы создания ракетной противовоздушной обороны.
В 1953 - 1956 годах – заместитель Министра, а в 1956 - 1957 годах – первый заместитель Министра оборонной промышленности СССР.
С 1958 года и до выхода на заслуженный отдых – первый заместитель председателя Комиссии Президиума Совета Министров СССР по военно-промышленным вопросам.
Жил в Москве. Умер 19 июля 1991 года. Похоронен на Митинском кладбище.

## Награды и премии
- Герой Социалистического Труда
- 5 орденов Ленина
- Орден Октябрьской Революции
- орден Отечественной войны I степени
- Орден Трудового Красного Знамени
- Орден Красной Звезды
- Медали СССР
- Лауреат Сталинской премии 3-й степени (1943)
- Лауреат Государственной  премии СССР
- Знак «50 лет пребывания в КПСС»